# Лаврищев, Александр Андреевич
Алекса́ндр Андре́евич Лаври́щев (1 ноября 1912, село Тростное, Елецкий уезд, Орловская губерния (ныне Становлянский район, Липецкая область), Российская империя — 1979) — советский дипломат. Чрезвычайный и полномочный посол.

## Биография
Член ВКП(б). Окончил Московский институт истории, философии и литературы (1937).
- В 1937—1939 годах — преподаватель марксизма-ленинизма и заведующий кафедрой Ивановского педагогического института.
- В 1939—1940 годах — первый секретарь полномочного представительства СССР в Болгарии.
- С 22 июня 1940 по 9 мая 1941 года — полномочный представитель СССР в Болгарии.
- С 9 мая 1941 года по 1944 год — чрезвычайный и полномочный посланник СССР в Болгарии.
- В 1944—1945 годах — политический советник Союзной контрольной комиссии в Румынии, Болгарии.
- В 1945 году — заведующий IV Европейским отделом НКИД СССР.
- В 1945—1948 годах  — заведующий Отделом Балканских стран НКИД (с 1946 — МИД) СССР.
- С 24 апреля 1948 по 18 января 1954 года — чрезвычайный и полномочный посол СССР в Турции.
- С января по август 1954 года — заведующий I Европейским отделом МИД СССР.
- С 11 августа 1954 по 21 января 1956 года — чрезвычайный и полномочный посол СССР в Демократической Республике Вьетнам.
- С января 1956 года — заведующий сектором в Институте международной экономики и международных отношений (ИМЭМО). Кандидат исторических наук (1958).

Участвовал в работе Потсдамской конференции (1945), Парижской мирной конференции (1946) и др.
Похоронен в Москве на Кунцевском кладбище.

## Награды
- Орден Отечественной войны I степени (5 ноября 1945)
- Орден Трудового Красного Знамени (3 ноября 1944)
- Медаль «За победу над Германией в Великой Отечественной войне 1941—1945 гг.»
- Медаль «За доблестный труд в Великой Отечественной войне 1941—1945 гг.»